# أوني (لعبة فيديو)
أوني (Oni (video game - هي لعبة فيديو أكشن مِن منظور الشخص الثالث طوّرتها "بانجي الغربية" التي تعتبر فرعاً من شركة بَنجي. صدرت اللعبة عام 2001، وهي من نشر تيك تو إنترأكتيف، واللعبة الوحيدة من إنتاج بانجي الغربية. طوّر مَنفذ بلاي ستيشن 2 للعبة بواسطة روكستار الكنديّة.  يُعتبر أسلوب اللعب فريد من نوعه ؛ حيث يتكون من تصويب منظور الشخص الثالث مع التركيز على استخدام القِتال الجسديّ. يتحكم اللاعب بشخصية اللعبة (كونوكو) كما أن بيئة اللعبة مُستوحاة إلى حداً كبير من فيلم الشبح في شِل وأكيرا، وتشاركهم نفس الأفكارِ والأجواء، حيث تدور أحداثه في عالم سايبربانك.

## أسلوب اللعب
هناك عشرة أسلحة مُختلفة في لعبة أوني، بما في ذلك المُسدسات والبنادق وقاذفات الصواريخ وأسلحة الطاقة وأسلحة الصعق. يمكن العثور على شكل من الطاقة مثل هايبوسبري "hyposprays"، التي تشفي من الأذى، وأجهزة التخفّي والتي تجعل اللاعب غير مرئي، وهي مُنتشرة في جميع المستويات والمراحل كما توجد على الخصوم. نظرًا لأن اللاعب يُمكنه حمل سلاح واحد فقط في وقت واحد والذخيرة نادرة، فإن القتال اليدوي هو الوسيلة الأكثر فعالية وشائعة لهزيمة الأعداء. يُمكن للاعب ضرب الأعداء وركلهم ورميهم؛ كما أن التقدّم في المستويات اللاحقة يفتح حركات أقوى ومجموعات من الحركات الساحقة التي تتطور مع زيادة قوة الاعداء من الجانب الآخر.
هناك فئات مُتعددة من العدو في اللعبة، ولكل منهم أسلوبه الخاص في القتال الغير مُسلح. ينقسم كل فصل إلى مستويات من القوة المُتزايدة والذكاء العالي. كما هو الحال في ألعاب ماراثون بانجي السابقة، يتم ترميز الطبقات بالألوان، وفي هذه الحالة يكون زيّ العدو الأخضر هو الأضعف، يليه الأزرق (المتوسط) فالأحمر (الأقوى). كما أن مستويات الطاقة المُرمّزة بالألوان يتمتع بها كل خصم، حيث يتم الإشارة إليها بواسطة فلاش عندما يقوم اللاعب بضرب أو إطلاق النار علي خصومه، فتظهر الهبّات الخضراء على الخصم وهذا يدل على أنه بصحة عالية، بينما تظهر الهبّات الصفراء فالحمراء تدريجياً كلما اقترب من الموت.
في لعبة أوني لا يقتصر اللاعب على قتال مجموعات صغيرة من الأعداء في الساحات الصغيرة؛ بل المنطقة المفتوحة بالكامل لإستكشاف المزيد من لأسرار. المراحل الأربعة عشر مُختلفة الأحجام، بعضها كبير بما يكفي لتشمل مبنى بأكمله لأتمام المرحلة، كما أنه في المراحل القادمة يتم الرجوع إلى نفس المبنى بحيث يطرأ عليه تعديلات أضافية.استأجرت بانجي اثنين من المُهندسين المعماريين لتصميم المباني في هذه اللعبة.
ينفّذ مُحرك أوني طريقة من الاستيفاء الذي يُفسد الإطارات الرئيسية، ويمنع الرسوم المتحركة في تأدية حركات فنون القتال المُعقدة. ومع ذلك، فإن انزلاق الإطار أو تأخر نقطة الوصول، يمثل مُشكلة شائعة عندما يهاجم اللاعب عدّة شخصيات غير قابله للعب وتكن على مقرُبة منه.

## شخصيات اللعبة
- كونوكو: بطلة اللعبة، والتي تعمل في قوات مهام الجرائم التكنولوجية، تكتشف فيما بعد أن أسمها الحقيقي ماي هاسيغاوا.
- مورو: زعيم المُنظمة الإجرامية، وأخ كونوكو.
- شيناتاما: روبوت مُصمم خصيصًا للتفاعل مع كونوكو.
- غريفين: قائد الإقليمي لقوات مهام الجرائم التكنولوجية (TCTF).
- د. كير: هو مُساعد والد كونوكو، تكتشفت كونوكو لاحقًا أن كير هو خالها.
- باراباس: نُخبة من يعمل تحت قيادة مورو.
- موكادي: «النينجا الخارق»، وأخطر أعداء كونوكو.

## الرواية
تدور أحداث لعبة أوني في أو بعد عام 2032. عالم اللعبة أقرب إلى ديستوبيا، والأرض ملوّثة لدرجة أن القليل منها لا يزال صالحًا للسكن. لحل الأزمات الاقتصادية الدولية، اندمجت جميع الأمم في كيان واحد، وهي حكومة التحالف العالمي. الحكومة توصف بالشمولية، حيث تُخبر السكان أن المناطق السامة بشكل خطير هي مناطق محمية في البريّة وتابعة لقوات الشرطة المعروفة بـ«قوات مهام الجرائم التكنولوجية» (TCTF)، والذي يترأسها جريفين. شخصية اللاعب، التي يُطلق عليها اسم كونوكو Konoko (تم تأدية صوتها بواسطة أماندا وين لي) ، والاسم المُعطى لها لاحقًا ماي هاسيغاوا، تبدأ شخصية اللعبة بالعمل لصالح TCTF. وبعد فترة وجيزة، تعلم أن أصحاب عملها يحفظون أسرار ماضيها عنها. فتنقلب عليهم وتشرع في اكتشاف ذاتها. تعلم كونوكو في ما بعد المزيد عن أسرتها وأصلها بينما تقاتل كل من TCTF وأكبر عدو لها، وهي المنظمة الإجرامية المتجانسة التي تحمل اسم النقابة Syndicate والذي يرأسها مورو، في ذروة اللعبة، تكتشف كونوكو خطة النقابة لإحداث عطل كارثي في مراكز التحويل الجويّ، وهي محطات معالجة الهواء اللازمة لإبقاء مُعظم سكان العالم على قيد الحياة. تنجح كونوكو جزئياً في إحباط المؤامرة، وإنقاذ جزءاً من الإنسانية.

### تفاصيل الرواية
توفيت جيمي والدة ماي بينما كانت ماي صغيرة، وربما كانت لا تزال طفلة. تم فصل مي عن والديها عن عمراً يُناهز 3 سنوات. لأنها لم تفكر في والديها لفترة طويلة، أو لأنها نسيت أي حياة قبل إحضارها إلى TCTF. عندما كانت في السابعة من عمرها، قامت TCTF بزرع نموذج أولي يسمى «دادن كرساليس» Daodan Chrysalis في جسدها، والذي يولّد طاقةٌ جامحة فوق البشرية، عمل على تصميمها والدها. وعلى الرغم من أن ذلك تم دون علمها، لكنها تعرف بأنها مُختلفة عن الآخرين بطريقة أو بأخرى.
في بداية أوني، كانت كونوكو تعمل تحت أوامر القائد غريفين. تتلقى الأوامر المهمة من الأندرويد (SLD) شيناتاما Shinatama التي ترتبط بكونكو عصبياً؛ شيناتاما صممت لمراقبة تطور الكرساليس الموجود في كونوكو وهي روبوت صمم بتكنولوجيا متطورة جدا، تمتزج بين استخدام عقل البشري مع التكنولوجيا، فهي نصف روبوت ونصف انسان، حيث تأكل وتشرب وتنام وتتألم كما انها جزء من كونوكو حيث تشاركها الذكريات والمشاعر، وهي النسخة الاحتياطية من براءة ماي الذي سلبتها الـ TCTF، فيما بعد تصبح شيناتاما المُخبر لكونوكو، وتعطيها كل الأسرار المُخبئة عنها، كما انها تعد ذو الشعر الوردي أحد أكثر الشخصيات المأساوية في اللعبة. يُراقب العلماء تطور الكرساليس لكونوكو وكذلك يراقبون شيناتاما. ومع ذلك، لم يتم تكليف كونوكو بأي مهام قبل أحداث أوني.

كونوكو في مهمتها الأولى ؛ تتلقى الأوامر من قائدها غريفين

بعد إكمال تدريبها، تم تكليف كونوكو بمهمتها الأولى، وهي لقاء أحد عملاء TCTF السريين العاملين في أحد مستودعات منظومة النقابة المشبوه في مشاريعها الغير قانونية. عند اكتشاف جثة العميل، تعثر كونوكو على قاعدة بيانات تربط المستودع بشركة موساشي، وهي شركة مشتبه في ارتباطها بالنقابة. بعد ذهابها على شركة موساشي، قادت كونوكو فريقًا للتحقيق مع الشركة، لكن قوات النقابة اعترضتهم بكميناً سريع. أثناء محاصرة كونوكو وفريقها داخل المبنى، هاجمت قوات النقابة، بقيادة باراباس، منشأة بحثية مرتبطة بـ TCTF. عند الوصول إلى منشأة الأبحاث، خاضت كونوكو معركتها الأولى مع باراباس؛ لكن هرب هو ورئيسه مورو إلى مطار فانسام الإقليمي. طاردت كونوكو مورو، وخلال ذلك الوقت تعرف مورو على صلة كونوكو العصبية بشيناتاما، وأرسل باراباس لاختطاف شيناتاما من مقر TCTF الإقليمي. تمكنت كونوكو من الدخول إلى مقر TCTF الإقليمي حيث تعرّضت لهجوم من قوات النقابة. على الرغم من حصولها على مساعدة من أفراد TCTF المحاصرين الذين ما زالوا على قيد الحياة بعد الهجوم، لم تتمكن كونوكو من منع باراباس من الاستيلاء على شيناتاما، وحاربته للمرة الثانية على سطح المقر، وبالرغم من أنها قضت عليه، لكن شيناتاما اُختطِفت بطائرة هليكوبتر من قبل النقابة (من خلال اللعبة، بإمكان كونوكو بأن تتفادى الصراع مع باراباس).
قررت كونوكو إنقاذ شيناتاما شخصيًا. من ناحية أخرى، عارض غريفين قرارها، قائلًا إنه أرسل بالفعل فريقاً لاستعادة شيناتاما. على الرغم من هذا، عصت كونوكو أوامره، وذهبت إلى المعالج الجوي التابع للنقابة حيث كان مورو قد أخذ شيناتاما هُناك. بينما كانت كونوكو في طريقها للوصول إلى شيناتاما، أصيبت الاخيرة بأضرار بالغة من قبل مورو، حيث قام بتوصيلها بمولّد، وقام بتشغيل آلاف فولتات بجسدها. . بعد حصوله على المعلومات منها، تركها مورو في حالة تلف شديدة. لم تتمكن كونوكو، التي جاءت لإنقاذ ما تعتبرها صديقها الوحيد، من تحريكها دون زيادة الضرر. حاولت شيناتاما اطلاع كونوكو على كل أسرارها، قبل أن تتلقى إشارة التدمير الذاتي من غريفين. حاولت إبطاء الأمر، مما أتاح لكونوكو فرصة للهروب، لكن الانفجار كان لا مفر منه. كان من المُفترض ان تموت شيناتاما. لكن غريفين كان لديه خُطط أخرى.
علمت كونوكو من شيناتاما أن اسمها الحقيقي هو ماي هاسيغاوا، وأن شيناتاما قد شيدت لرصد تطور «الكرساليس» بداخلها. وأن غريفين كان جزءاً من هذه المؤامرة . لذا أمر غريفين بتفجير شيناتاما الذاتي، وخاف من تطور كونوكو الجامح والانقلاب عليه، فأرسل فريق للتخلص منها لكن لم تنجح المهمة، فأعلن أن كونوكو عميلة مارقه؛ خارجه عن العدالة. ذهبت كونوكو بعد ذلك إلى مبنى الإقليمي للحصول عن المعلومات حول ماضيها، لكن البيانات سرقها النينجا موكادي قبل أن تتمكن من الحصول عليها. قامت كونوكو بمطاردة موكادي عبر أسطح المنازل المجاورة للأقليم قبل ملاحقته واستعادة القرص منه. عند قراءة محتويات القرص، علمت كونوكو عن والديها، وخاصة والدتها جيمي هاسيغاوا - وهي جيمي كير قبل الزواج، عندها اكتشفت أن الطبيب كير هو خالها. عند تحديد موقع كير في منشأة TCTF الشبيهة بالسجن، أبلغها بطبيعة الكرساليس وكشف أن شقيقها هو مورو. بعد ذلك بفترة قصيرة، يبذل كير حياته لإنقاذ كونوكو (من خلال اللعبة، بإمكان كونوكو تفادى وضع حياة خالها على المحك). بحثًا عن الثأر، تتسلل كونوكو إلى القيادة العليا للـ TCTF وتواجه غريفين في النهاية، ويتحدد مصيره باختيار اللاعب إذا اراد قتله أم لا، بعد أن قام بتدمير شيناتاما.
تسافر كونوكو إلى المعمل على قمة جبل مورو لتحديد مخططاته الفاسدة وإيقافه. عندما علمت أنه كان على وشك إرسال إشارة لتدمير مراكز التحويل الجوي الذي تعمل على عكس عملية التطهير بالهواء وتزويد الاكسجين لسكان العالم، ما كان بإمكان كونوكو غير التفكير في بديل واحد وهو تخريب الإشارة، يظهر غريفين ومعه طاقم من الشرطة في المعركة الأخيرة للعبة في حال اختار اللاعب أن لا يقتله في المرحلة ما قبل الاخيرة، كما يتضح أن مورو لديه جزء من الكرساليس عندما يتحول لوحش هائج في حال انفردت كونوكو بمواجهة مورو في القتال. بعد فترة وجيزة من هزيمة كونوكو لمورو، تلقت المراكز الجوية إشارة خاطئة، وتم تدمير الكثير من منها. في نهاية أوني، بدأت الخسائر تتصاعد من الهواء الملوث وهي تشق طريقها إلى المدن، لكن كونوكو تتطلع إلى استخدام صنع والدها وهو الكرساليس، لإنقاذ البشرية من الأزمة.

## التطوير

كونوكو تستخدم حركة فعالة على مجموعة من الأعداء (ركلة الشيطان الدوّارة).

تتأثر بيئة اللعبة بشكل كبير بفيلم الشبح في شل لمُخرج الأنمي مامورو وشيي، مع بعض التأثيرات الإضافي من فيلم أكيرا. كانت الخطة الأصلية لكونوكو أن تكون أقرب لشخصية سايبورغ كما في فيلم «الشبح» في شخصية كوتوكو كوسانوجي. تم تغيير التفسير لقدراتها فوق طاقة البشر لتكون أكثر عضوية مع إضافة مفهوم طاقة فوق الطبيعية «دادن كرساليس» وهي من تصميم هاردي ليبيل.
كان من المُتوقع أن تُصدر لعبة أوني في الربع الرابع من عام 1999. كان الإعلان مُستهدفًا في تاريخ الشحن، وفازت اللعبة بجائزة نقاد اللألعاب لأفضل لعبة حركة / مُغامرة لعام 1999 بينما كانت لا تزال قيد التطوير. ومع ذلك، تسببت صعوبات تطوير اللعبة في تأجيل تاريخ الإصدار باستمرار. ثم أدى استحواذ مايكروسوفت على بانجي في عام 2000 إلى نقل IP للعبة إلى شركة تيك تو إنترأكتيف التي كانت تمتلك 20٪ من الاستوديو قبل استحواذ مايكروسوفت). نظرًا لأن موظفي بانجي كانوا ينتقلون إلى موقع المكتب الجديد في المقر الرئيسي لشركة مايكروسوفت أو عليهم مغادرة الشركة، فقد كان لابد من إكمال العمل في لعبة أوني في أسرع وقت ممكن. نظرًا لضيق الوقت ولحل المشكلات المُتعلقة بنمط اللعب الجماعي ولإنهاء المراحل المُخصصة للعبة بأسرع وقت، تم حذف وظيفة اللعب الجماعي من الإصدار.
تكملة اللعبة كانت تحت عنوان Oni 2: Death & Taxes حيت كانت قيد التطوير في ستديوهات أنجل لكن تم إلغاؤها لأسباب غير معروفة.

### رموز الغش
مثل مُعظم الألعاب يأتي مع أوني مجموعة من رموز الغش، قد يلزمك إنهاء اللعبة لإلغاء قفل الغش. من أشهر هذه العناصر هو «تغير الشكل» (shapeshifter)، والذي يسمح بتجربة اللعب بالشخصيات الأخرى. يعتبر هذا الغش أكبر مساهمة في إعادة تشغيل التعديلات بإصدار الذكرى السنوية.

### إصدار الذكرى السنوية
إصدار الذكرى السنوية Anniversary Edition هي نسخة من لعبة أوني نتجت لسنوات من البحث والعمل والمناقشة في مُجتمع المعجبين لأوني. تم إصدار أول نسخة بعد سبع سنوات من إطلاق اللعبة، ومن هنا جاء الاسم الأصلي للمشروع، «إصدار الذكرى السنوية السابعة».

## التقييمات
| استقبال |                          |
| --- | ------------------------ |
| الدرجات الإجمالية المجموع نقاط غيم رانكينغز (PC) 75.44% [ 13 ] (PS2) 68.69% [ 14 ] ميتاكريتيك (PC) 73/100 [ 15 ] (PS2) 69/100 [ 16 ] نتائج المراجعة نشرة نقاط أول غيم [ 17 ] [ 18 ] إدج 7/10 [ 19 ] إلكترونك غيمينغ مونثلي 3.33/10 [ 20 ] يورو غيمر 7/10 [ 21 ] غيم إنفورمر 6.5/10 [ 22 ] غيم ريفولوشن B [ 23 ] [ 24 ] غيم برو [ 25 ] غيم سبوت (PS2) 7.1/10 [ 26 ] (PC) 6.9/10 [ 27 ] غيم سباي 80% [ 28 ] [ 29 ] غيم زون (PC) 9/10 [ 30 ] (PS2) 8/10 [ 31 ] آي جي إن (PC) 7.5/10 [ 32 ] (PS2) 7.3/10 [ 33 ] مجلة بلاي ستيشن الرسمية (الولايات المتحدة) [ 34 ] بي سي غيمر (الولايات المتحدة) 72% [ 35 ] سينسيناتي (صحيفة) [ 36 ] بلاي بوي 75% [ 37 ] |                          |
| الدرجات الإجمالية |                          |
| المجموع | نقاط                     |
| غيم رانكينغز | (PC) 75.44% (PS2) 68.69% |
| ميتاكريتيك | (PC) 73/100 (PS2) 69/100 |
| نتائج المراجعة |                          |
| نشرة | نقاط                     |
| أول غيم | [ 17 ] [ 18 ]            |
| إدج | 7/10                     |
| إلكترونك غيمينغ مونثلي | 3.33/10                  |
| يورو غيمر | 7/10                     |
| غيم إنفورمر | 6.5/10                   |
| غيم ريفولوشن | B                        |
| غيم برو | [ 25 ]                   |
| غيم سبوت | (PS2) 7.1/10 (PC) 6.9/10 |
| غيم سباي | 80%                      |
| غيم زون | (PC) 9/10 (PS2) 8/10     |
| آي جي إن | (PC) 7.5/10 (PS2) 7.3/10 |
| مجلة بلاي ستيشن الرسمية (الولايات المتحدة) | [ 34 ]                   |
| بي سي غيمر (الولايات المتحدة) | 72%                      |
| سينسيناتي (صحيفة) | [ 36 ]                   |
| بلاي بوي | 75%                      |

في الولايات المتحدة، تم بيع لعبة أوني 50000 نسخة بحلول أكتوبر 2001. تلقت ملاحظات مختلطة من النقاد، مع تجميع مواقع المراجعة غيم رانكينغزو ميتاكريتيك لمنح نسخة الكمبيوتر 75.44 ٪ و 73/100 وإصدار نسخة بلايستشن حصلت اللعبة على نسبة 68.69 ٪ . على رغم من ذلك، لم يبد بعض المراجعين إعجابهم بالحد الأدنى من التفاصيل لرسومات البيئة داخل اللعبة،  الافتقار إلى الذكاء من جانب الذكاء الاصطناعى في بعض الحالات،  والرواية أو القصة، انتُقدت أحيانًا على أنها غير مطورة  في بعض الأحيان تم الإشارة إلى صعوبة اللعبة في تصميم البيئة المخصصة للاعب مع عدم وجود نقاط حفظ كافية، اعتبار هذه نقاط من أسباب تراجع تقييم اللعبة.
علاوة على ذلك، شعر العديد من المعجبين بالغش لأن اللعبة لم تفِ بكل وعودها. كان العيب لأبرز هو غياب اللعب الجماعي داخل الـ LAN، الذي كان قد وضع ديمو لها قيد التنفيذ العملي في معرض مكوورلد خلال تطوير أوني '، ولكن تم إزالتها قبل إصدارها بسبب المخاوف المعلنة حول مشكلات تتعلق في زمن الانتقال latency اثناء اللعب الجماعي. ساهم هذا أيضًا في تحقيق بعض الدرجات المنخفضة من المراجعين. كما تم قطع بعض محتوى من اللعبة أيضًا. وشمل ذلك حذف الروبوت الحديدي"Iron Demon" الُمرتقبة ، وهي لعبة ميكانيكية كبيرة تظهر في ديمو اللعبة. العديد من الأسلحة التي ظهرت في المقطورة وغطاء اللعبة لم تكن في اللعبة.
ومع ذلك ، تلقت أوني الثناء الأكبر على الرسوم المتحركة لشخصيته اللعبة ومجموعة كبيرة من الحركات القتالية، وكذلك مزجها بالأسلحة النارية ومعارك القتال. ناهيك عن تأثير حبكة القصة وتطور الأحداث الذي أعطى عنصر التشويق في اللعبة ، أعطى المراجعون في الغالب درجات متوسطة إلى جيدة التقدير لعامل المتعة في اللعبة. في الولايات المتحدة، بيعت 50,000 نسخة من اللعبة بحلول أكتوبر 2001.

## روابط خارجية
- أوني على موقع IMDb (الإنجليزية)
- الموقع الرسمي
- Oni Central الأكثر شعبية موقع الطرف الثالث للجماهير والمعدّلون
- أوني على موبي غيمز